# ノース・シー・ジャズ・フェスティバル

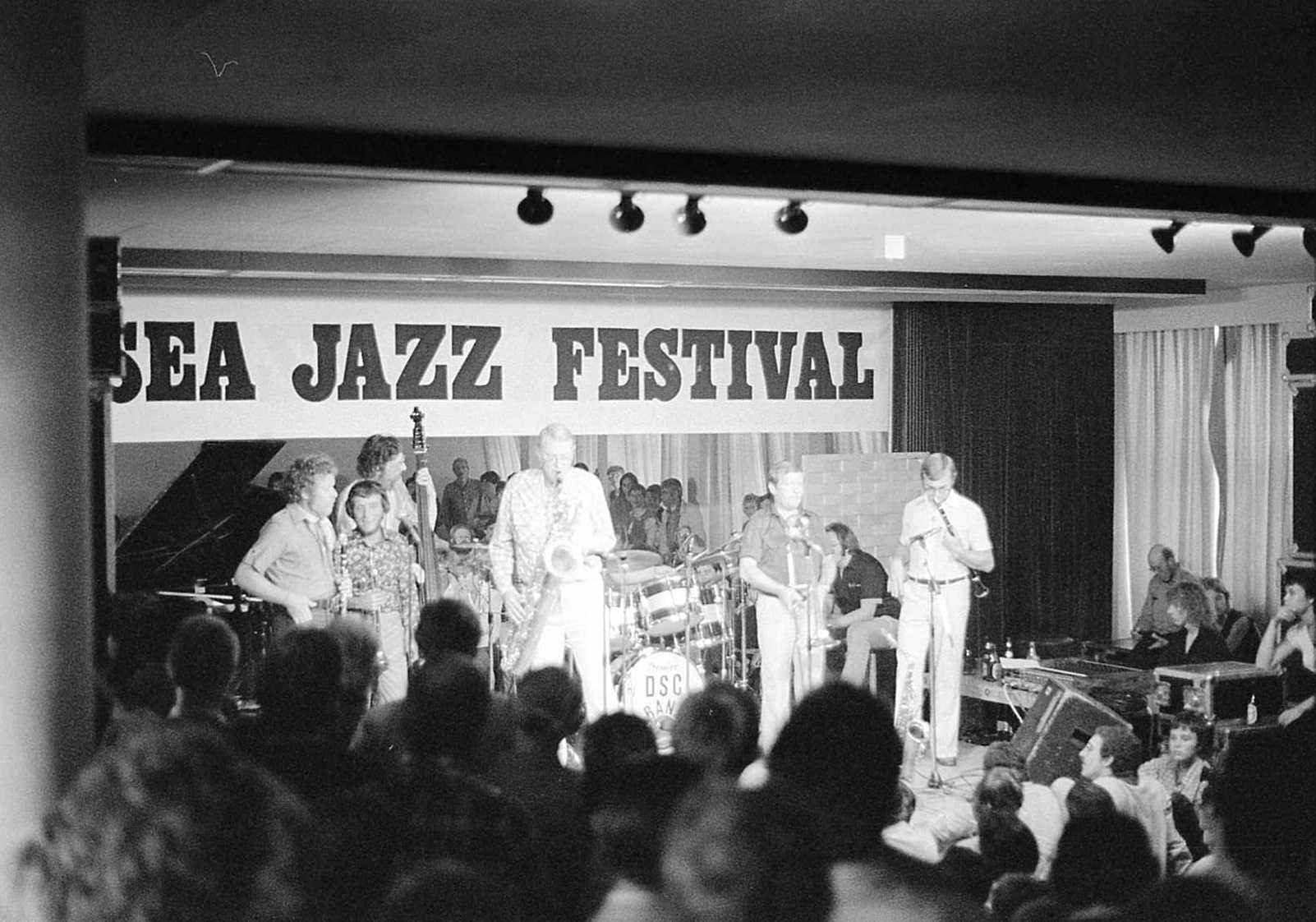
1970年代のノース・シー・ジャズ・フェスティバル

ノース・シー・ジャズ・フェスティバル（North Sea Jazz Festival）は、毎年7月の第2週末にオランダのアホイを会場に開催される毎年恒例のフェスティバル。以前はデン・ハーグで開催されていたが、2006年からロッテルダムで開催されている。これは、フェスティバルがかつて開催されていたスタテンハルが2006年に取り壊されたためである。2017年11月3日より、このフェスティバルは正式に「NN ノース・シー・ジャズ・フェスティバル」として知られるようになった。

## 歴史
3日間のフェスティバルの創設者は、1960年代にポップ雑誌の出版社で財を成した実業家でジャズ愛好家のポール・アケットであった。アケットは1975年に自身の会社を売却したときにノース・シー・ジャズ・フェスティバルを開始し、後援することができるようになった。アケットは、アメリカのジャズや、ヨーロッパのアヴァンギャルド・ジャズを紹介したいと考えていた。1976年にフェスティバルの初回がこの地で開催された。6つのステージ、30時間の音楽、300回の公演で9,000人以上の来場者を集め、すぐに成功を収めた。カウント・ベイシー、マイルス・デイヴィス、ビリー・エクスタイン、スタン・ゲッツ、ディジー・ガレスピー、ジェームス・テイラー、ベニー・グッドマン、サラ・ヴォーンなどが出演した。
エジソン・ジャズ・アワードとバード・アワードは、ノース・シー・ジャズ・フェスティバルで授与される。
1990年には、2つのサブ・フェスティバルが導入された。デン・ハーグ中のパブで行われる無料のフェスティバルとなっているノース・シー・ジャズ・ヒーツと、より高級なミッドサマー・ジャズ・ガラである。どちらもフェスティバルの前夜に行われる。ミッドサマー・ジャズ・ガラで演奏したミュージシャンには、トニー・ベネット、ハービー・ハンコック、オスカー・ピーターソンらがいる。エイミー・ワインハウスは2004年に、アデルは2009年に出演した。ルイス・ミゲルは、キュラソーで開催された2013年版に出演した。
フェスティバルは15のステージ、1,200人のミュージシャン、1日あたり約25,000人の来場者に成長した。このフェスティバルでは、ニューオーリンズ・ジャズ、スウィング、フュージョン、ブルース、ゴスペル、ファンク、ソウル、ドラムンベースのコンサートが開催される。
このフェスティバルは「世界最大のインドア・ジャズ・フェスティバル」として認められており、あらゆる時代のジャズのさまざまな分野を紹介することで定評がある。